# リス民族発展党
リス民族発展党（リスみんぞくはってんとう、英語: Lisu National Development Party、ビルマ語:  လီဆူးအမျိုးသားဖွံ့ဖြိုးရေးပါတီ、英語略称: LNDP）はミャンマーのリス族による政治組織である。通称はクロスボウ党（ビルマ語: ဒူးလေးပါတီ、リス語フレイザー文字表記: ꓛꓬ, ꓑ-ꓔꓲ）である。
LNDPは2015年ミャンマー総選挙において、人民代表院（下院）とカチン州議会にそれぞれ2議席を獲得した（コンランプー選挙区とソロー選挙区）。さらに、同選挙においてシャン州議会の民族大臣ポストを得た。2020年ミャンマー総選挙ではカチン州議会とシャン州議会で民族大臣ポストを2議席、コンランプー選挙区の1議席を獲得している。
LNDPは2016年以降連邦団結発展党との連携を強めており、LNDP議長を務めたウー・シュエミンはカチン独立軍（KIA）によるリス族の民間人殺害をきっかけに、3度にわたって反KIAデモを組織した。2019年にミッチーナーで行われた反KIAデモでは、ミャンマー軍に対してKIA「殲滅」を訴える横断幕が掲示された。
2016年、LNDP議長のウー・シュエミンは連邦和平会議 - 21世紀パンロンにおいて、コンランプー、ソロー、チプウェ、マチャンボー、プーターオの5郡区からなるリス自治区を設置するよう要求した。この要求は他民族の反感を巻き起こし、チプウェ郡区ではロンウォー文学文化協会が率いるロンウォー、ラチッ、ンゴーチャンの抗議者500人が要求の撤回を求めてデモ行進を行なった。
2021年ミャンマークーデター以降、LNDPは軍評議会と密接な関係を持ったことから、「LNDPはリス族を代表していない」としてリス族コミュニティからの反発を呼んだ。これに関してモーゴッのLNDP副党首が離党するなど党内からの批判の声も上がった。2021年3月、米国リス協会はLNDPや軍政を支持するリス族の指導者はリス民族を代表しないとする声明を発出した。
2024年、LNDPは軍事政権下で行われる予定の選挙に政党登録し、政権による承認を得た。

## リス民兵
ウー・シュエミンはかつてカチン新民主軍で大隊長を務めていたが、2007年のクーデターの際に30丁の武器を持ってミャンマー軍側に離反した。そして、2016年にミャンマー軍と同盟し、リス民兵を結成した。同年11月に同民兵はンマイカ側下流のローコン渓谷において領土の境界を巡り、ザクン・ティンインの民兵と衝突した。リス民兵には中国側のリス族も国境を超えて参加しているとされる。
リス民兵は2021年ミャンマークーデター後の2021年11月にタナイ郡区に拠点を設け、カチン独立軍（KIA）と国民防衛隊（PDF）と敵対した。
リス民兵は年齢を問わずリス族の強制徴募を行ったが、これに対し、米国リス協会と豪州リス協会が同民兵による強制徴募を非難する声明を発出した。
2024年3月7日、ウー・シュエミンはKIAとPDFの合同部隊による待ち伏せ攻撃により死亡した。